# 벤쿠버 국제 영화제

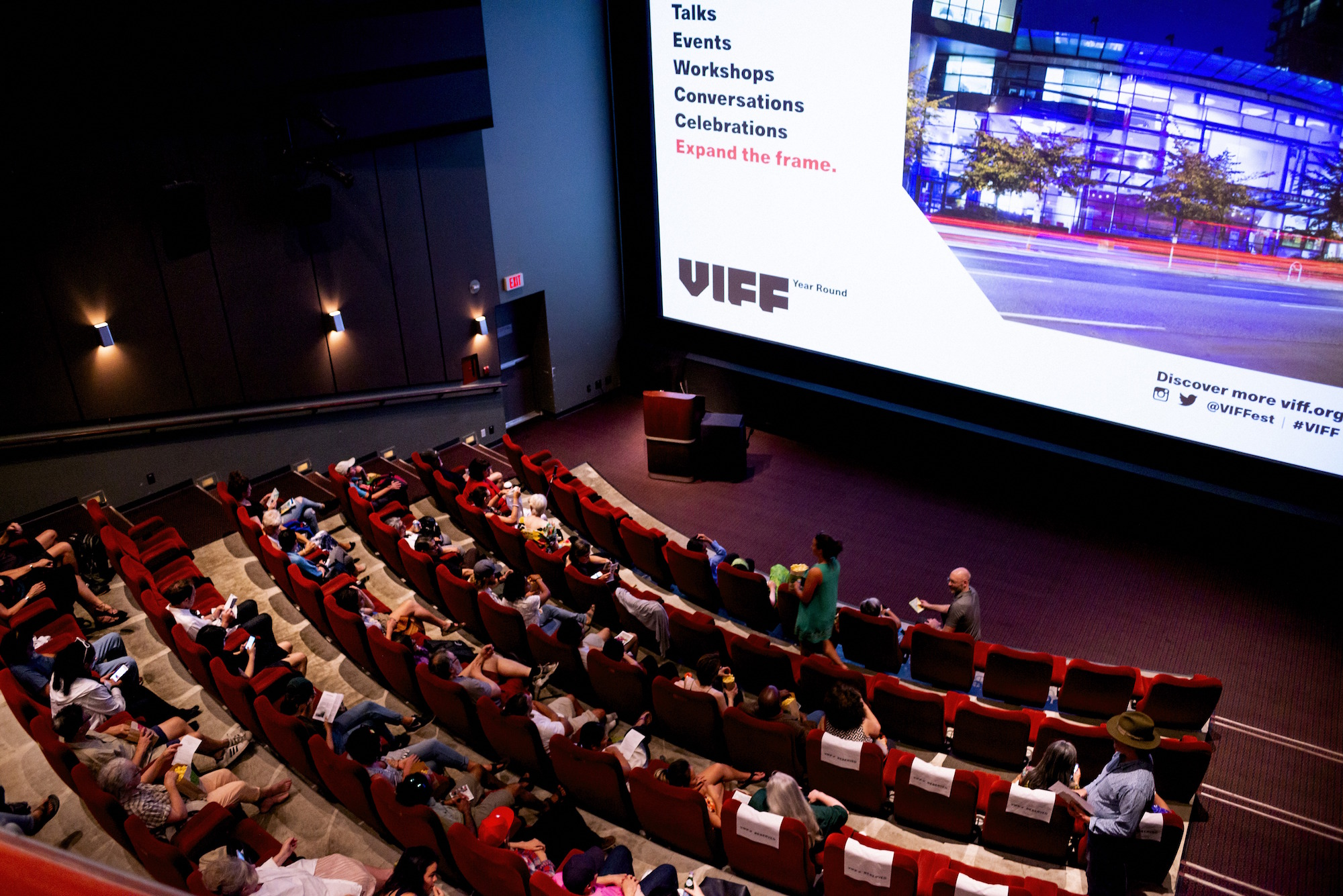
2005년 개최 모습

벤쿠버 국제 영화제(Vancouver International film festival, VIFF)는 캐나다 브리티시컬럼비아주 밴쿠버에서 9월 말, 10월 초 사이 2주간 개최되는, 연례 영화제이다. 1982년 시작되었다.
이 영화제의 운용 주체는 비영리 단체 Greater Vancouver International Film Festival Society이다.

## 영화제 목록
- 1982년 벤쿠버 국제 영화제 (제1회)
- 1983년 벤쿠버 국제 영화제 (제2회)
- 1984년 벤쿠버 국제 영화제 (제3회)
- 1985년 벤쿠버 국제 영화제 (제4회)
- 1986년 벤쿠버 국제 영화제 (제5회)
- 1987년 벤쿠버 국제 영화제 (제6회)
- 1988년 벤쿠버 국제 영화제 (제7회)
- 1989년 벤쿠버 국제 영화제 (제8회)
- 1990년 벤쿠버 국제 영화제 (제9회)
- 1991년 벤쿠버 국제 영화제 (제10회)
- 1992년 벤쿠버 국제 영화제 (제11회)
- 1993년 벤쿠버 국제 영화제 (제12회)
- 1994년 벤쿠버 국제 영화제 (제13회)
- 1995년 벤쿠버 국제 영화제 (제14회)
- 1996년 벤쿠버 국제 영화제 (제15회)
- 1997년 벤쿠버 국제 영화제 (제16회)
- 1998년 벤쿠버 국제 영화제 (제17회)
- 1999년 벤쿠버 국제 영화제 (제18회)
- 2000년 벤쿠버 국제 영화제 (제19회)
- 2001년 벤쿠버 국제 영화제 (제20회)
- 2002년 벤쿠버 국제 영화제 (제21회)
- 2003년 벤쿠버 국제 영화제 (제22회)
- 2004년 벤쿠버 국제 영화제 (제23회)
- 2005년 벤쿠버 국제 영화제 (제24회)
- 2006년 벤쿠버 국제 영화제 (제25회)
- 2007년 벤쿠버 국제 영화제 (제26회)
- 2008년 벤쿠버 국제 영화제 (제27회)
- 2009년 벤쿠버 국제 영화제 (제28회)
- 2010년 벤쿠버 국제 영화제 (제29회)
- 2011년 벤쿠버 국제 영화제 (제30회)
- 2012년 벤쿠버 국제 영화제 (제31회)
- 2013년 벤쿠버 국제 영화제 (제32회)
- 2014년 벤쿠버 국제 영화제 (제33회)
- 2015년 벤쿠버 국제 영화제 (제34회)
- 2016년 벤쿠버 국제 영화제 (제35회)
- 2017년 벤쿠버 국제 영화제 (제36회)
- 2018년 벤쿠버 국제 영화제 (제37회)
- 2019년 벤쿠버 국제 영화제 (제38회)
- 2020년 벤쿠버 국제 영화제 (제39회)
- 2021년 벤쿠버 국제 영화제 (제40회)
- 2022년 벤쿠버 국제 영화제 (제41회)